# La creació d'Adam
La creació d'Adam és un fresc en la volta de la Capella Sixtina, pintat per Michelangelo Buonarroti l'any 1511. Il·lustra un episodi del Gènesi en què Déu dona vida a Adam. Cronològicament és el quart plafó que representa un episodi del Gènesi al sostre de la capella; és una de les obres d'art més reconegudes del món.

## Composició
Déu es representa com un ancià, amb barba, embolcallat en una túnica porpra, que comparteix amb uns querubins. Té el braç esquerre al voltant d'una figura femenina, normalment interpretada com a Eva, que no ha estat creada encara i, en sentit figurat, espera al cel que li siga donat un lloc a la Terra. El braç dret de Déu està estirat, per transmetre l'espurna de vida del seu dit al d'Adam, el braç esquerre del qual es troba en idèntica posició al de Déu. És famós el fet que tots dos dits estan separats per una mínima distància.
Les posicions idèntiques de Déu i Adam es fonamenten en el Gènesi, 1.27, que diu que Déu creà l'ésser humà a imatge i semblança seua. Déu, que apareix surant en l'aire contrasta amb la imatge terrenal d'Adam, que és en un triangle de terra. El nom Adam prové de l'hebreu i significa 'home', i la forma femenina Adamah significa 'Terra'.
La inspiració de Michelangelo podria provenir de l'himne medieval Veni Creator Spiritus, en què es demana que el dit de la mà paterna dreta (digitus paternae dexterae) done als fidels amor i cor.

## Teories anatòmiques

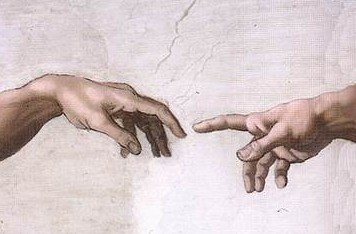
Les mans d'Adam i Déu

Hi ha diverses hipòtesis sobre el significat de la composició original de La creació d'Adam. El 1990, el doctor Frank Lynn Meshberger publica en la Revista de l'Associació Mèdica Nord-americana que les figures i ombres representades darrere de la figura de Déu apareixien com una encertada representació del cervell humà, incloent-hi el lòbul frontal, el quiasma òptic, el tronc de l'encèfal, la hipòfisi (o glàndula pituïtària) i el cerebel. També ha estat observat que el mantell roig al voltant de Déu té la forma de l'úter humà i la bufanda verda que en penja podria ser un cordó umbilical acabat de tallar.